# Utricularia singeriana
Utricularia singeriana — вид рослин із родини пухирникових (Lentibulariaceae).

## Біоморфологічна характеристика
Це наземний однорічник. Квітки пурпурно-сині, з березня по квітень. Суцвіття прямовисне, поодиноке, просте. Квітка пурпурна, зовнішня поверхня іноді бронзувата. Довжина нижньої губи 6-11 мм, ширина 17-19 мм, довжина верхньої губи 9-12 мм, губи тримаються майже паралельно землі. Шпора віночка не сильно розходиться від нижньої губи, пряма, широкояйцювата біля основи, що звужується до дорсально сплощеної, вузької верхівки.

## Середовище проживання
Ендемік Австралії — пн.-зх. Західної Австралії, пн. Північної території.
Населяє вологі піщані рівнини та болота.